# Ocotea adela
Ocotea adela är en lagerväxtart som beskrevs av Van der Werff. Ocotea adela ingår i släktet Ocotea och familjen lagerväxter. Inga underarter finns listade i Catalogue of Life.